# Benkő Loránd
Benkő Loránd (Nagyvárad, 1921. december 19. – Budapest, 2011. január 17.) Széchenyi-díjas magyar nyelvész, tudománytörténész, egyetemi tanár, a Magyar Tudományos Akadémia levelező (1965), majd rendes (1976) tagja. 1967 és 1974 között az Eötvös Loránd Tudományegyetem rektorhelyettese. Kutatásai a nyelvtörténet, a nyelvjárások és a nyelvtudomány történetének kérdéseivel foglalkoznak.

## Családja
Édesapja Benkő Elek fintaházi református lelkész, édesanyja Müller Klára tanítónő. Még meg sem született, amikor a szülei 1921-ben elváltak. Az apja újranősült, édesanyja egyedül nevelte fel őt. 1928-ban jött a világra az apja második házasságából az öccse, Benkő Samu (1928–2021) művelődéstörténész, akinek a fia, Benkő Elek (1954–) régész. 

## Életútja
A szegedi Klauzál Gábor Gimnáziumban érettségizett. 1941-ben kezdte meg egyetemi tanulmányait a Kolozsvári Magyar Királyi Ferenc József Tudományegyetem magyar–olasz–történelem szakán, majd 1944-ben átkerült a Pázmány Péter Tudományegyetemre, ahol egy évvel később szerzett tanári diplomát. 1946-ban védte meg bölcsészdoktori értekezését.
Diplomájának megszerzése után a Pázmány Péter Tudományegyetem Magyarságtudományi Intézetében kapott tanársegédi állást, majd 1950 és 1951 között a Magyar Tudományos Akadémia Nyelvtudományi Intézetében volt tudományos kutató. Rövidesen visszatért az addigra Eötvös Loránd Tudományegyetemmé (ELTE) átnevezett intézményhez, ahol adjunktusként dolgozott tovább a magyar nyelvtudományi tanszéken. 1953-ban kapta meg egyetemi docensi, 1959-ben pedig a tanszék vezetésének átvételével egyidejűleg egyetemi tanári kinevezését. 1960-ban (félállásban) az MTA Nyelvtudományi Intézete magyar nyelvtörténeti és dialektológiai osztályának vezetőjévé is kinevezték. Ezt a tisztségét 1995-ig látta el. 1963 és 1966 között az ELTE Bölcsészettudományi Karának dékánhelyettese, majd 1967 és 1974 között az egyetem rektorhelyettese volt. 1994-ben professor emeritusi címet kapott. 
1952-ben addigi munkássága alapján megkapta a nyelvtudományok kandidátusi címét, 1960-ban megvédte akadémiai doktori értekezését. 

## Munkássága
Kutatási területe a magyar nyelvtörténet, a nyelvjárások, az etimológia, a nyelvföldrajz, valamint a nyelvtudomány története. Nagy jelentőségű munkája a főszerkesztésében 1967 és 1976 között készült A magyar nyelv történeti-etimológiai szótára, valamint az Etymologisches Wörterbuch des Ungarischen (1991–1997). Magyar nyelvtörténeti kutatásain belül kiemelten az Árpád-kor és a felvilágosodás időszakával foglalkozott. Munkáiban összefoglalta a történeti nyelvtudomány módszertani és szemléleti kérdéseit. Emellett megszervezte és vezette az újabb magyar történeti nyelvtani kutatásokat, valamint jelentős szerepet töltött be a nyelvészképzésben.
Tudományos munkásságát szakfolyóiratokban is kifejtette: 1953-tól a Magyar Nyelv szerkesztője, majd 1973-tól felelős szerkesztője, illetve szintén 1973-tól a Pedagógiai Szemle szerkesztőbizottságának elnöke volt 1990-ig.
Tudományos munkája mellett aktívan kivette részét az Eötvös Loránd Tudományegyetem sportéletében is. Fiatal korában a Budapesti Egyetemi Atlétikai Club (BEAC) atlétikai szakosztályában atletizált, magasugró volt, majd egy ideig a BEAC elnöki tisztét is betöltötte. Idős korában a sakkszakosztály tagja volt.

### Társasági tagságai
1965-ben választották a Magyar Tudományos Akadémia levelező, majd 1976-ban rendes tagjává. Már ezt megelőzően, 1954 és 1960 között betöltötte az MTA Helyesírási Főbizottságának elnöki tisztét, 1965-től 1992-ig pedig az MTA Nyelvtudományi Bizottságának elnöke volt. Emellett 1999 és 2002 között az MTA Könyv- és Folyóiratkiadó Bizottsága elnöke, valamint a Szociális és a Magyar Nyelvi Bizottság tagja volt. Több más tudományos társaságban töltött be vezető szerepet: 1976-ban a Magyar Nyelvtudományi Társaság elnökévé választották, 2005-ben a társaság tiszteletbeli elnökévé fogadta. 1980 és 1990 között a Nemzetközi Magyar Filológiai Társaság alelnöke volt, 1990–1991-ben a Magyar Pedagógiai Társaság elnöki tisztét töltötte be. Több éven keresztül az Európai Lexikográfiai Szövetségben képviselte Magyarországot. 1995 és 2000 között a Tudományos Ismeretterjesztő Társulat (TIT) elnökeként is tevékenykedett.

### Díjai, elismerései
- Finn Oroszlánrend lovagkeresztje (1969)
- Révai Miklós-díj (1980)
- Pais Dezső-díj (1987)
- Apáczai Csere János-díj (1991)
- Déry Tibor-jutalom (1993)
- Széchenyi-díj (1996) – A magyar nyelvtudomány terén kifejtett közel fél évszázados munkásságáért, mellyel nagyban hozzájárult a tudományág nemzetközi színvonalhoz történő felzárkóztatásához.
- Munkácsi Bernát-díj (1999)
- Pro Renovanda Cultura Hungariae Alapítványi Fődíj (2001)
- Prima Primissima díj (2006)

## Főbb publikációi

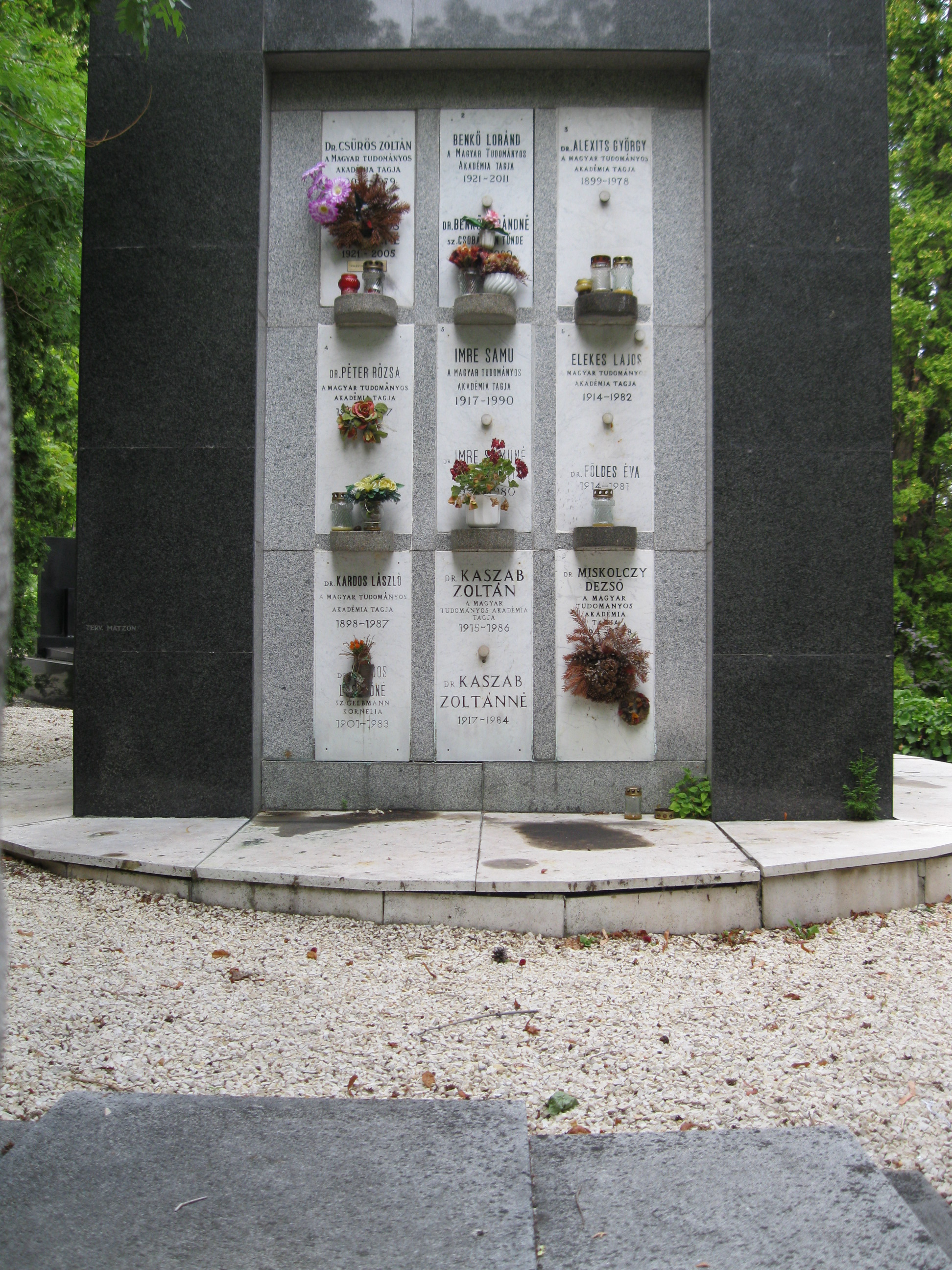
A Farkasréti temető Urnaháza. Itt található Benkő Loránd urnafülkéje is

- A Nyárádmente földrajzi nevei. A Magyar Nyelvtudományi Társaság Kiadványai 74. Budapest (1947)
- Magyar nyelvjárási bibliográfia. Akadémiai Kiadó, Budapest (Lőrincze Lajossal), 1950)
- A magyar ly hang története. Akadémiai Kiadó, Budapest (1953)
- Magyar nyelvjárástörténet. Tankönyvkiadó, Budapest (1957)
- A magyar irodalmi írásbeliség a felvilágosodás korának első szakaszában. Akadémiai Kiadó, Budapest (1960)
- A magyar nyelv története. Tankönyvkiadó, Budapest (Bárczi Gézával és Berrár Jolánnal, 1967)
- A magyar nyelv történeti-etimológiai szótára I–IV. Főszerk. Benkő Loránd. Akadémiai Kiadó, Budapest, 1967–1984.
- A magyar nyelvjárások atlasza I–VI. Szerk. Deme László, Imre Samu. Akadémiai Kiadó, Budapest (társszerző, 1968–1977).
- Az Árpád-kor magyar nyelvű szövegemlékei. Akadémiai Kiadó, Budapest (1980)
- Kazinczy Ferenc és kora a magyar nyelvtudomány történetében. Akadémiai Kiadó, Budapest (1982)
- A magyar fiktív (passzív) tövű igék. Akadémiai Kiadó, Budapest (1984)
- A történeti nyelvtudomány alapjai. Tankönyvkiadó, Budapest (1988)
- A magyar nyelv történeti nyelvtana I., II/1., II/2. Akadémiai Kiadó, Budapest (főszerk., 1991–1994)
- Etymologisches Wörterbuch des Ungarischen I–II. Akadémiai Kiadó, Budapest (főszerk., 1991–1997)
- Pais Dezső. Akadémiai Kiadó, Budapest (1993)
- Név és történelem. Akadémiai Kiadó, Budapest (1998)
- Nemzet és anyanyelve. Osiris Kiadó, Budapest (2000)
- Le basi della linguistica storica. (A történeti nyelvészet alapjai, ford. Danilo Gheno). Unipress, Padova (2000)
- Az ómagyar nyelv tanúságtétele. Perújítás Dél-Erdély korai Árpád-kori történetéről. MTA Történettudományi Intézete, Budapest (2002)
- Beszélnek a múlt nevei. Akadémiai Kiadó, Budapest (2003)
- Nyelv és tudomány, anyanyelv és nyelvtudomány. Válogatás Benkő Loránd tanulmányaiból. I–III. Szerk. Hajdú Mihály, Kiss Jenő. ELTE BTK Magyar Nyelvtörténeti, Szociolingvisztikai, Dialektológiai Tanszék, Budapest, 2003.
- A Szovárd-kérdés. Akadémiai Kiadó, Budapest (2009)

## Emlékezete
Sírja a budapesti Farkasréti temető Urnaházában 2-es számú urnafülkéjében található. Tiszteletére emléktáblát helyezett el a Magyar Nyelvtudományi Társaság, a Magyar Tudományos Akadémia, az Eötvös Loránd Tudományegyetem és Budapest XIII. kerületének önkormányzata a Radnóti Miklós utcai lakásának házfalán.